# 17.5mmフィルム

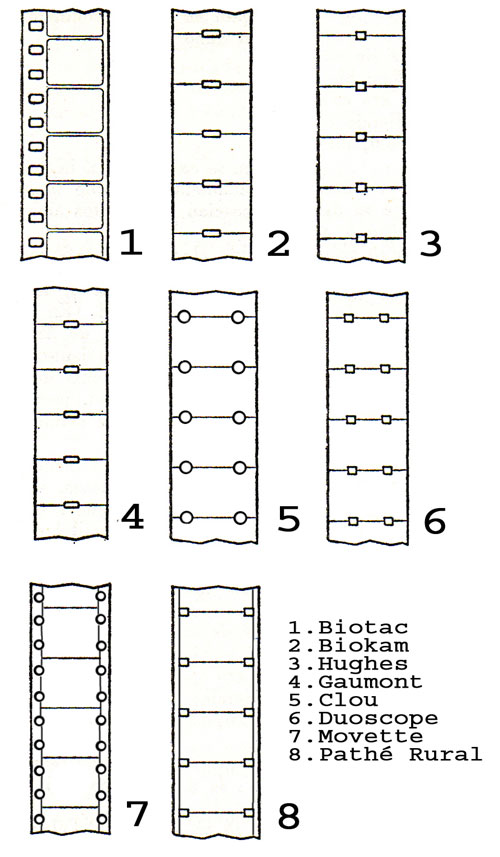
各規格での17.5mmフィルムの形態の違い。画像中「1. Biotac」は「1. Birtac」の誤り。

17.5mmフィルム（じゅうななてんごミリフィルム、英語: 17.5 mm film）は、映画用フィルムの規格である。1926年（大正15年）にフランスのパテ社がアマチュア映画用の小型映画の規格「パテ・ルーラル」（フランス語: Pathé Rural）に採用したことで知られる。1898年（明治31年）にバート・エイカーズがイギリスで開発した「バータック」（英語: Birtac）が最初である。スタンダードな映画の規格である「35mmフィルム」のちょうど半裁サイズであり、世界初の小型映画の規格である。
1937年（昭和12年）に日本の美篶商会が同幅のフィルムを写真用に導入している。⇒ #写真用フィルム、ミゼットフィルム

## 略歴・概要
1885年（明治18年）にアメリカ合衆国からイギリス・ロンドンに移住したバート・エイカーズは、写真家であったが、1895年（明治28年）には映画の撮影機「キネティックカメラ」を開発、映画作家になり、その過程で1898年、家庭用の小型映画の撮影・複写・映写の兼用機とそのためのフィルム規格「バータック」を発表した。幅17.5mmの世界初のフィルム規格「バータック」は、パーフォレーション穴が1フレームあたり2個の片側穿孔タイプであった。翌1899年（明治32年）、同じくロンドンのアルフレッド・ダーリングがアルフレッド・レンチとともに、映画の撮影・複写・映写および写真撮影の兼用機「バイオカム」（英語: Biokam）を開発、アマチュアおよびセミプロ市場向けとした。「バイオカム」のフィルムは、パーフォレーション穴が1フレームあたり1個のフレーム間穿孔タイプであった。さらに翌年の1900年（明治33年）には、同じくロンドンで、W・C・ヒューズが「ラ・ペティート」（フランス語: La Petite, ラ・プティットの英語読み）を発表、これも「バイオカム」同様、フィルムはパーフォレーション穴が1フレームあたり1個のフレーム間穿孔タイプであった。
1902年（明治35年）、ドイツ・ドレスデンのエルネマン社が撮影・複写・映写兼用機「キノ」（ドイツ語: Kino）を発表、1904年（明治37年）には「キノII」を発表した。これもフィルムは、パーフォレーション穴が1フレームあたり1個のフレーム間穿孔タイプであった。1905年（明治38年）には米国・ニューヨークのイコノグラフ社が「イコノグラフ」（英語: Ikonograph）を発表、大量生産を行った。これもフィルムは「キノ」のものによく似ていたとされる。
1912年（大正元年）、ロンドンで「デュオスコープ」（英語: Duoscope）が発表になる。このフィルムは、パーフォレーション穴が1フレームあたり2個のフレーム間穿孔タイプであった。1917年（大正6年）には、コダックの所在地であるロチェスターで、「ムーヴェット」（英語: Movette）が発表になり、このフィルムは、パーフォレーション穴が1フレームあたり2個の両側穿孔タイプであった。1920年（大正9年）には、オーストリアで「クルー」（フランス語: Clou）が発表され、フィルムは、パーフォレーション穴が1フレームあたり2個のフレーム間穿孔タイプであった。
1926年（大正15年）、パテ社が、パーフォレーション穴が1フレームあたり1個の両側穿孔タイプのフィルム規格「パテ・ルーラル」を発表、1932年（昭和7年）には光学サウンドトラックを導入してトーキー化したが、さほど普及はしなかった。米国のコダックが、1921年（大正10年）には16mmフィルム（シネコダック）、1932年（昭和7年）には8mmフィルム（シネコダック8、のちの「ダブル8」）を発表し、世界流通を始めていた。

## 写真用フィルム

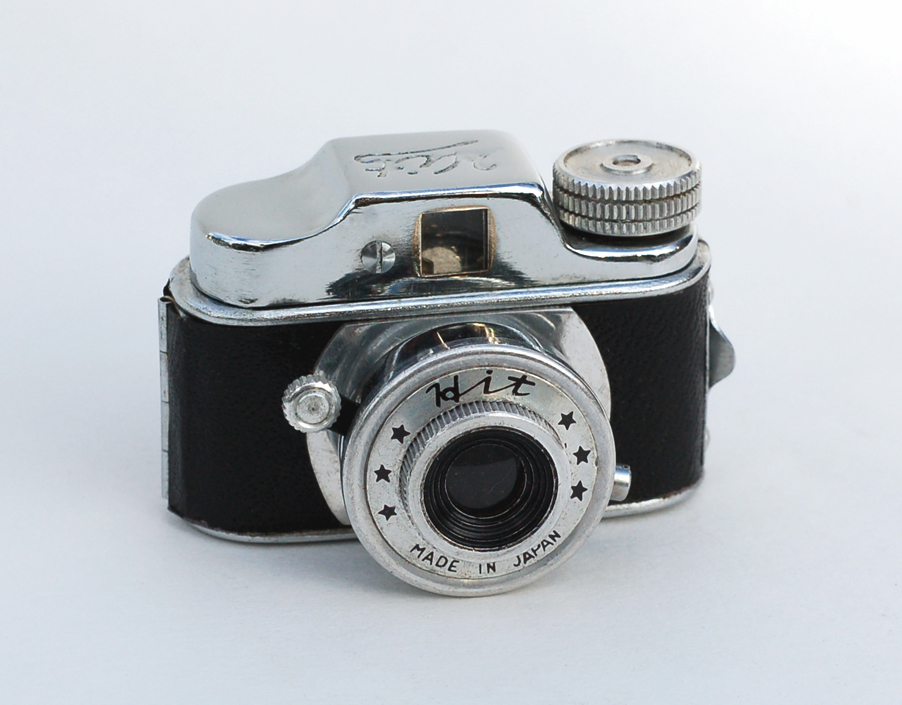
東郷堂のミゼットフィルム用写真機ヒット（1950年代発売）。

1937年（昭和12年）、日本の美篶商会が同幅のフィルムを写真用に導入、超小型写真機「ミゼット」とともに新規格「ミゼットフィルム」を発表した。同規格は、第二次世界大戦終了（1945年）後しばらくまでの間、日本の超小型写真のスタンダード規格となった。裏紙つき・無孔のロールフィルム、画面サイズ「14×14mm判」の正方形、10枚撮り。